# Einzelbild (Fotografie)
Als Einzelbild (im technischen Sinne Stehbild) bezeichnet man:
- eine für sich alleinstehende fotografische Aufnahme oder ein einzelnes Bild aus einer Serie von Fotografien,
- das Einzelbild aus einer Filmsequenz, siehe hierzu Einzelbild (Film).

In der ethnographischen oder  dokumentarischen Fotografie werden häufig Serien von Fotografien angefertigt, um einen Sachverhalt in seinem zeitlichen oder räumlichen Kontext zu zeigen oder eine Entwicklung zu veranschaulichen. Wird ein Einzelbild aus dieser Serie separat präsentiert, beispielsweise in einem Bildband oder einer Ausstellung, kann die Intention des Fotografen zerstört werden; dieser Prozess ist aber gleichermaßen fotografische Normalität wie Realität.
Beim Anfertigen der Aufnahmen der Serie konstruiert der Fotograf bewusst einen Kontext, da es medial nie möglich ist, die Komplexität der „Wirklichkeit“ vollständig in das jeweilige Medium zu transformieren (Bildausschnitt, Zweidimensionalität, keine Geräusche, keine Gerüche usw.); durch seine Fotoserie schafft der Fotograf also eine Interpretation von Kontexten. Ein Einzelbild aus dieser Serie kann die vom Fotografen intendierte Interpretation fundamental verändern oder sogar ins Gegenteil verkehren.
Nach dieser Dekontextualisierung und Rekontextualisierung durch den Fotografen beim Anfertigen der Bildserie erfolgt bei der Wiedergabe eines Einzelbildes, beispielsweise in einer Zeitschrift mit neuer Bildlegende eine erneute Dekontextualisierung (Entfernen des Kontextes der Serie) mit anschließender Rekontextualisierung (Präsentation im Kontext der Zeitschrift, beispielsweise gekontert durch Werbung oder erklärt durch eine Bildbeschreibung).